# ماركوس هيبفل
ماركوس هيبفل (بالألمانية: Markus Hipfl)‏ مواليد 26 أبريل 1978 في النمسا، هو لاعب كرة مضرب نمساوي سابق بدأ مسيرته كمحترف سنة 1995 وكان يلعب باليد اليمنى، اعتزل اللعب في 2008. أعلى تصنيف له في الفردي كان المركز الـ 63 في سنة 2002. أعلى تصنيف له في الزوجي كان المركز الـ 381 في سنة 2000.

## النهائيات

### الفردي: 1 (0–1)
| الحصيلة | الرقم | السنة | الدورة              | الأرضية | المنافس في النهائي | النتيجة في النهائي |
| ------- | ----- | ----- | ------------------- | ------- | ------------------ | ------------------ |
| الوصافة | 1.    | 2001  | سانكت بولتن، النمسا | ترابية  | أندريا غاودنزي     | 0-6, 5-7           |

## روابط خارجية
- ماركوس هيبفل على موقع رابطة محترفي التنس (الإنجليزية)
- ماركوس هيبفل على موقع الاتحاد الدولي لكرة المضرب (الإنجليزية)
- ماركوس هيبفل على موقع كأس ديفيز (الإنجليزية)
- ماركوس هيبفل على موقع خلاصة التنس.كوم (الإنجليزية)